# Kloster Wonnental

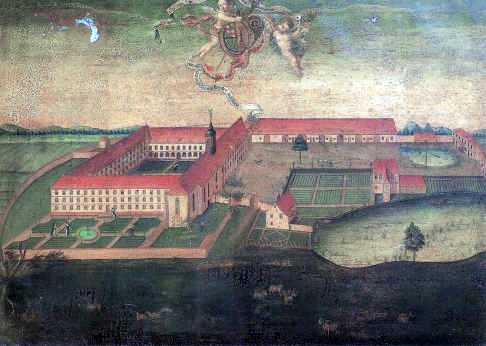
Klosterkirche Wonnental Mitte des 18. Jahrhunderts

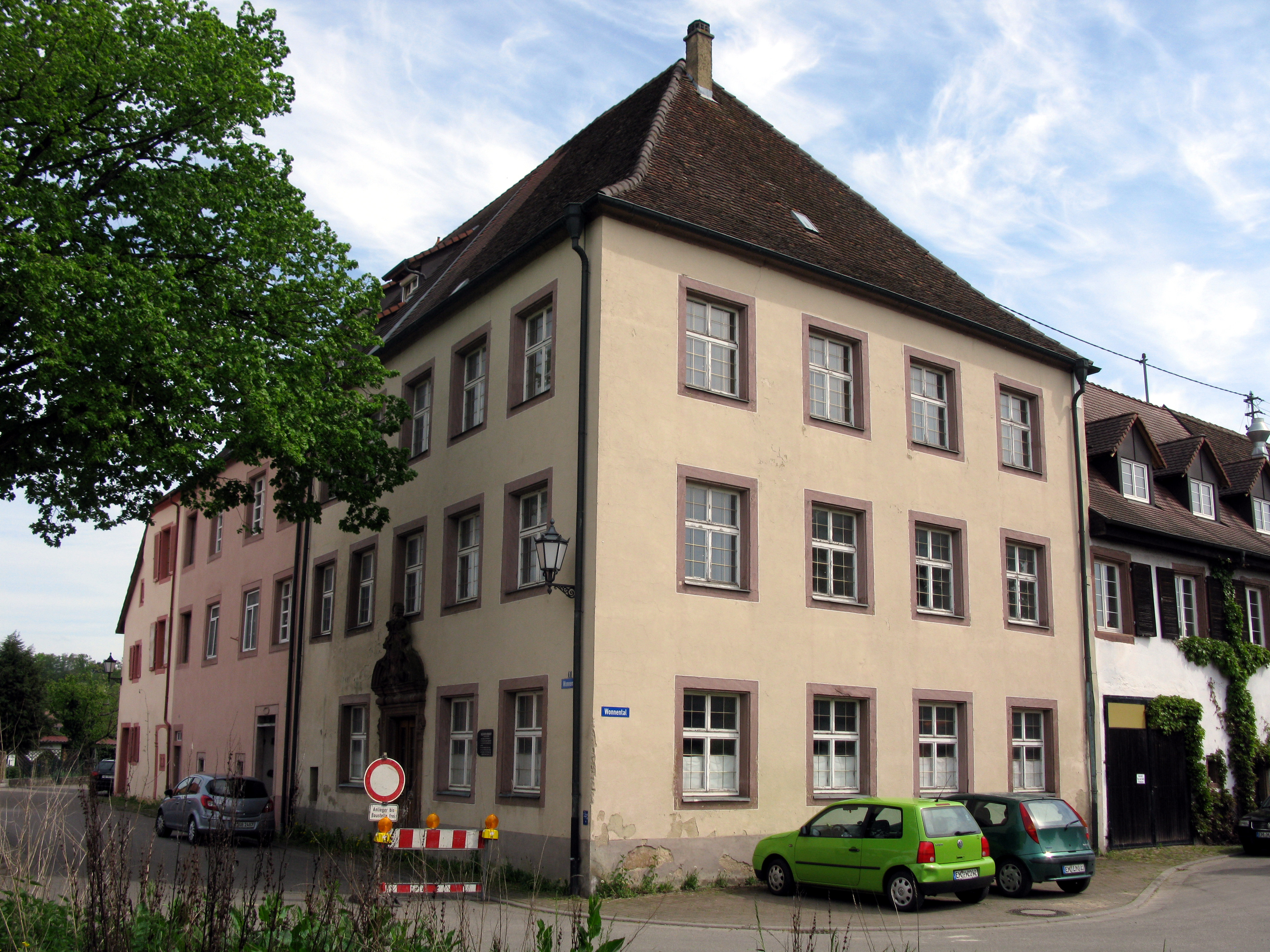
Heutige Ansicht

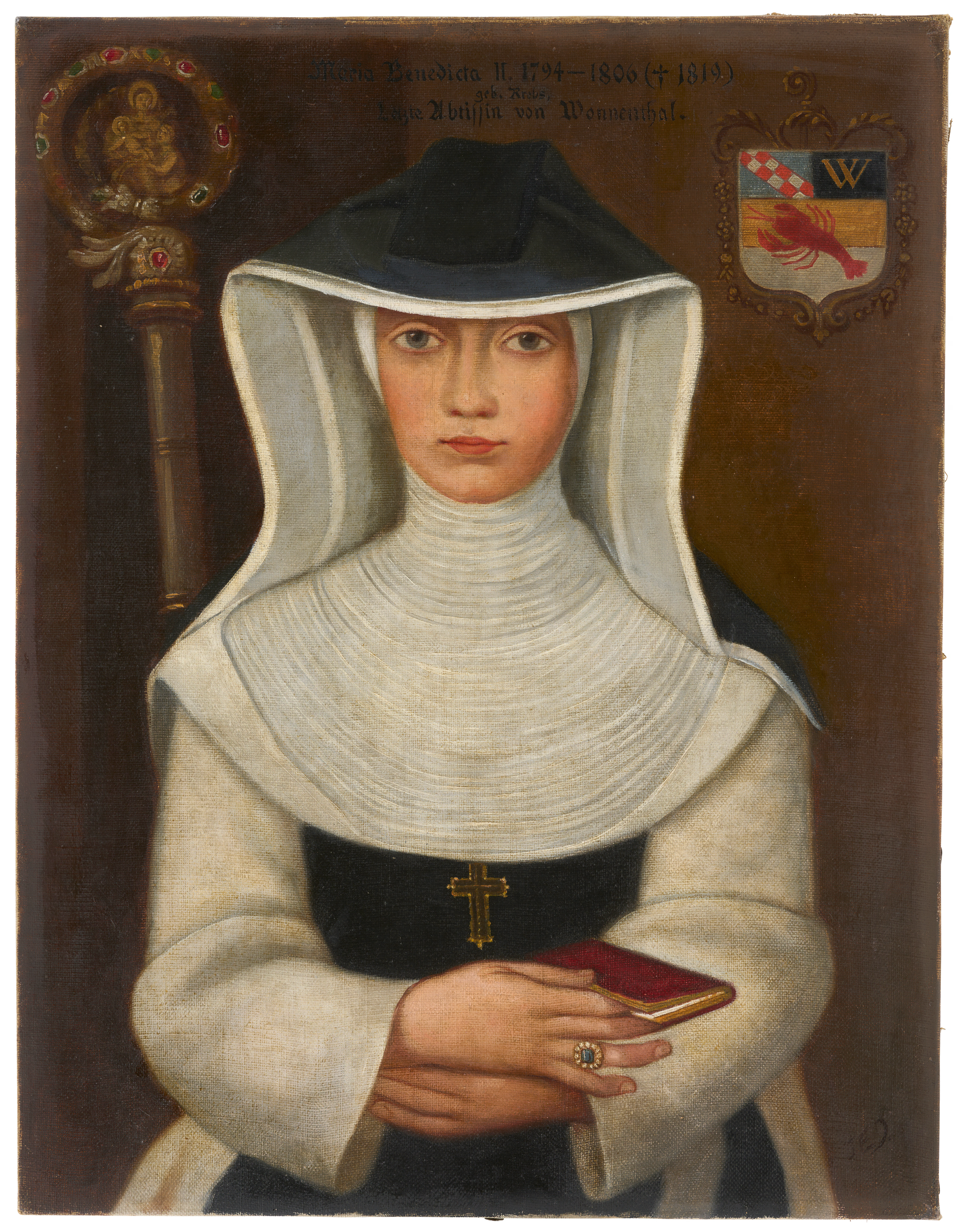
Maria Benedicta Krebs, letzte Äbtissin von Wonnental (1794)

Das Kloster Wonnental im Breisgau war ein Konvent von Zisterzienserinnen bei Kenzingen im nördlichen Breisgau. Es wurde 1242 erstmals urkundlich erwähnt und während der Säkularisation 1806 aufgelöst.

## Geschichte
Um 1230 bildeten sich in Nidingen und Altenkenzingen freie religiöse Frauengemeinschaften. Diese beiden Siedlungen vereinigen sich zum Kloster Wonnental bei Kenzingen, das 1242 erstmals urkundlich erwähnt wurde. Dabei verkaufen die Brüder Hermann und Johann von Weisweil der Priorin Mechtildis von Wonnental eine Hofraite in Kenzingen.
Rudolf von Üsenberg hatte 1244 den Schwestern von Nidingen Schutz gewährt und schenkte sein Patronatsrecht 1248 dem Kloster. 1249 gründete er die Stadt Kenzingen. Als er starb, wurde er im Kloster begraben, wodurch es als Hauskloster der Üsenberger festgelegt wurde.
Anfänglich gehörte das Kloster dem Dominikanerorden an. Es wurde aber bald dem Männerkloster Tennenbach angegliedert. Der Frauenkonvent wurde 1262 endgültig in den Zisterzienserorden eingegliedert, Vaterabt war der Tennenbacher Klosterleiter. Das 14. Jahrhundert steht für die Blütezeit des Klosters, das umfangreichen Grundbesitz mit daraus resultierenden Einnahmen besaß. Im 14. Jahrhundert wurden dort u. a. zwei prachtvolle Handschriften, ein Graduale und ein Antiphonar, angefertigt. Wirtschaftliche Schwierigkeiten im 15. Jahrhundert leiteten den Niedergang des Konvents ein. 1525 wurde die Abtei durch aufständische Bauern gebrandschatzt und zerstört. Die Kriege des 17. Jahrhunderts verschonten das Kloster nicht. Im Dreißigjährigen Krieg mussten die Nonnen 1632 das Kloster verlassen. Das Kloster stand danach für ca. ein Jahrzehnt leer. 1638 wurde es wieder bewohnbar gemacht, jedoch mussten die Nonnen wegen erneuter Kriegswirren das Kloster 1673 abermals verlassen.
Das Kloster wurde am 19. Oktober 1806 säkularisiert, die 37. und letzte Äbtissin Maria Benedicta Krebs starb 1819. Das Kloster ging in den Besitz des badischen Staates über. Dieser verkaufte das Kloster, es wurde zur Zichorien- und Runkelrüben-Fabrik. Die Kirche wurde abgerissen und mit dem Baumaterial eine Zichorienmühle errichtet. Die Fabrikation wurde bereits 1812 nach Freiburg verlegt. Heute ist der Klosterkomplex in eine Reihe von Privathäusern aufgeteilt.